# Quinto Servilio Cepión (cónsul 106 a. C.)
Quinto Servilio Cepión (en latín, Quintus Servilius Q. f. Cn. n. Caepio) fue un político y militar romano del siglo I a. C. que culminó su cursus honorum con el consulado en el año 106 a. C. Fue acusado por el desastre de Arausio y condenado al exilio donde murió.

## Familia y carrera
Nacido en el seno de la gens Servilia, su padre era Quinto Servilio Cepión que combatió a Viriato durante la Guerra Lusitana. Su hijo fue Quinto Servilio Cepión, padre de Servilia, la famosa amante de Julio César.
Fue pretor en el año 110 a. C. y gobernó la Hispania Ulterior donde triunfó sobre los lusos según los Fasti Triunfales, como propretor en 108 a. C. Su triunfo es mencionado por Valerio Máximo, pero Eutropio es el único historiador que señala victorias suyas en la Lusitania.  

## Consulado
Obtuvo el consulado en 106 a. C., junto con Cayo Atilio Serrano. Como cónsul aprobó un proyecto de ley que dictaba que los tribunales debían estar controlados exclusivamente por senadores, excluyendo a los equites, pero al parecer, esta ley fue derogada poco después. 
Cepión recibió el proconsulado de la Galia Narbonense en 105 a. C., que había sido invadida por los cimbros; los tectósages de Tolosa se sublevaron en favor de éstos contra los romanos aprovechando las circunstancias. 
Cepión saqueó los templos de la ciudad de Tolosa, encontrando 15 000 talentos de oro y 10 000 talentos de plata, (el famoso Oro de Tolosa). Las riquezas de Tolosa fueron inmediatamente transportadas a Roma, pero solo llegó la plata, ya que la caravana con el oro fue asaltada por unos bandidos que mataron a toda la cohorte que lo custodiaba. En Roma surgieron rumores de que estos bandidos habían sido contratados por el propio Cepión para poder apropiarse de las inmensas riquezas; esta tesis se apoya en que el Oro de Tolosa nunca se encontró. Parece ser que este oro fue transmitiéndose de generación en generación hasta llegar a Marco Junio Bruto.
A pesar de que la riqueza que adquirió Cepión fue enorme, se cree que tuvo que pagarla muy caro, ya que la posterior destrucción de su ejército y su triste destino se consideró como un castigo divino por su acto sacrílego. De ahí también surgió el proverbio Aurum Tolosanum habet.

## Desastre de Arausio
Continuó con el mando de la provincia en el año 105 a. C. cuando llegó otro ejército romano bajo el mando del cónsul Cneo Malio Máximo (en algunas fuentes aparece como Gneo Manlio Máximo). Cepión rechazó la cesión del imperium (mando sobre todas las legiones), ya que Cn. Malio ostentaba la magistratura consular, inhabilitando así la proconsular de Cepión. Por otra parte Cepión opinaba, debido a su alta alcurnia de noble, que Cn. Malio Máximo era un hombre nuevo que pertenecía a la nobleza rural pero no al patriciado o nobleza romana; eso para el elitista y arrogante Cepión era una ofensa, y finalmente los dos se dividieron la provincia por el río Ródano (Cepión la parte occidental y Manlio la oriental). Derrotado Marco Aurelio Escauro por los cimbros, Manlio solicitó la ayuda de Cepión para que unieran sus fuerzas. 
Cepión en un primer momento se negó a ir, pero después, temiendo que Manlio obtuviera toda la gloria al derrotar a los cimbrios, cruzó el Ródano y marchó hacia Arausio para encontrarse con las tropas del cónsul. Aun así se mantuvo sin comunicación con él, y ambos ejércitos acamparon por separado, y creyendo que podría tener la oportunidad de terminar la guerra por sí mismo, Cepión plantó su campamento entre el cónsul y el enemigo. 
Las discordias entre los dos hombres no pararon de aumentar y entonces fueron atacados por los cimbrios, siendo los dos ejércitos aniquilados, con 80 000 soldados y 40 000 auxiliares muertos. Sólo unos diez hombres se salvaron. Fue una de las más completas derrotas que los romanos habían tenido en su historia y el día en que ocurrió, el 6 de octubre, se convirtió en uno de los días de negro en el calendario romano.

## Exilio y muerte
Diez años después de la batalla (95 a. C.) el tribuno Cayo Norbano Balbo le acusó de «pérdida de su ejército», y a pesar de que fue defendido por el orador Lucio Licinio Craso, que era cónsul en ese año, y por otros muchos de la aristocracia romana, Cepión acabó condenado, perdió la ciudadanía y le prohibieron recibir comida a menos de 1300 kilómetros de Roma. Fue multado con 15 000 talentos, y al no contar con tanto dinero acabó exiliado en Esmirna, donde murió.
Otros relatos dicen que murió en la prisión y otros que fue encarcelado pero se escapó merced a la ayuda de su amigo el tribuno Lucio Antistio Regino y entonces huyó a Esmirna.